# Charles Depillon
Charles Depillon, dont le nom est parfois orthographié Charles de Pillon, né le 27 avril 1768 à Saint-Christophe-sur-Condé, en Normandie, et mort à Paris le 4 juin 1805, est l'inventeur des sémaphores côtiers.
Au XVIIIe siècle, la communication optique maritime n'était pas unifiée et chaque général employait son propre système. Le  chevalier du Pavillon avait amené un début d'unification avec son mémoire sur la tactique navale, publié en 1776 et réédité plusieurs fois.
Charles Depillon, propriétaire terrien (son acte de décès le qualifie de cultivateur) qui possédait des fermes dans l'Eure, acquis aux idées révolutionnaires, a proposé en 1801 au vice-amiral Decrés, alors ministre de la Marine, un nouveau système de sémaphore concurrent du télégraphe Chappe. Le système conçu par Depillon se caractérise par une grande souplesse : il se monte rapidement, est peu onéreux, et peut être orienté vers les navires avec lesquels il communique. Son sémaphore était composé d'un mât d'environ douze mètres de haut sur lequel se trouvaient quatre bras articulés, pouvant prendre chacun sept positions, permettant au total 2401 combinaisons (74), dont 582 étaient proscrites du fait de leur ambiguïté, ce qui laissait au total 1819 possibilités. Utilisé pour surveiller les côtes, le sémaphore de Depillon sera mis en œuvre juste après le décès de son inventeur, en janvier 1806. Il se montrera très utile lors du Blocus continental (1806-1814).
Contrairement au système de Claude Chappe, qui a disparu dès l'introduction du télégraphe électrique en France en 1845, le sémaphore de Depillon a subsisté, dans certains endroits, jusqu'à la veille de la Seconde Guerre mondiale.